# Asuriní do Tocantins
Asuriní do Tocantins (Assuriní, Akwaya, Akuáwa, Akwawa, Azuriní, Asurini do Trocará), pleme američkih Indijanaca porodice Tupi-Guarani, skupine Tenetéhara, naseljeno na rijeci Tocantin1s blizu Tucuruia u brazilskoj državi Pará (regija Trocará). Uzgajivači manioke i ribari. Populacija im iznosi 191 (1995 AMTB). Ne smiju se pobrkati s plemenom Awaté (Asuriní do Xingú).

## Vanjske poveznice
- Asurini do Tocantins